# توني غوين جونيور
توني غوين جونيور (بالإنجليزية: Tony Gwynn, Jr.)‏ هو لاعب كرة قاعدة أمريكي، ولد في 4 أكتوبر 1982 في لونغ بيتش في الولايات المتحدة.

## وصلات خارجية
- توني غوين جونيور على موقع دوري كرة القاعدة الرئيسي (الإنجليزية)
- توني غوين جونيور على موقعبيزبول رفرنس.كوم (الدوري الرئيسي) (الإنجليزية)
- توني غوين جونيور على موقعبيزبول رفرنس.كوم (الدوري الثانوي) (الإنجليزية)
- توني غوين جونيور على موقع إي إس بي إن.كوم (أم.أل.بي) (الإنجليزية)
- توني غوين جونيور على موقع مشجعي الرسوم البيانية (الإنجليزية)